# Canon EOS 70D
Canon EOS 70D è una fotocamera reflex digitale (DSLR) semiprofessionale da 20,2 megapixel prodotta da Canon, annunciata nel luglio 2013.

## Novità e caratteristiche tecniche
La Canon 70D è la diretta evoluzione della precedente EOS 60D. Rispetto a quest'ultima presenta un sensore con una risoluzione maggiore, il nuovo processore DIGIC 5+, 19 punti AF tutti a croce (la  60D ne ha 9), il wifi integrato, una maggiore sensibilità del sensore alla luminosità (ISO nativo fino a 12800 e H:25600) ma soprattutto un nuovissimo sistema di messa a fuoco automatico denominato Dual Pixel AF, che risulta essere fino a cinque volte più veloce del precedente montato sulle altre reflex della casa e che consente alla 70D di essere una delle poche reflex, sia della Canon che di altre marche, in grado di realizzare filmati Full HD 16/9 con autofocus. L'uso dei più moderni materiali e tecniche costruttive la rende assai leggera e maneggevole rispetto alle reflex della stessa categoria.

## Versioni previste al lancio
La EOS 70D è disponibile nei vari mercati in vari kit:
- kit base comprendente il solo corpo macchina;
- kit con corpo macchina + obiettivo 18-55 mm f/3,5-5,6 IS STM;
- kit con corpo macchina + obiettivo 18–135 mm f/3,5-5,6 IS STM